# Uncaria tomentosa
A unha-de-gato (Uncaria tomentosa) ou cat´s claw, é uma planta nativa das florestas da América Central e do Sul, milenarmente utilizada pelos povos da Amazônia Peruana e Brasileira. Foi primeiramente descrita como Nauclea aculeata HBK, sendo nomeada Uncaria tomentosa apenas em 1830. O gênero Uncaria pertence à família Rubiaceae e compreende 34 espécies distribuídas nas regiões tropicais da América do Sul e Central, Ásia e África.
Os registros mais antigos indicam que indígenas peruanos foram os primeiros a isolar os princípios ativos desses arbustos trepadores. Há registros que indicam que os indígenas consumiam principalmente o chá das cascas do caule e raízes para tratamento de inflamações, asma, úlceras, irregularidades no ciclo menstrual, entre outros.
Duas espécies pertencentes ao gênero Uncaria são aproveitadas suas propriedades medicinais nas florestas: U. tomentosa e U. guianensis. Sendo que a U. guianensis é do tipo rasteira e a U. tomentosa do tipo trepadeira. Sendo ambas denominadas erroneamente pela população por unha de gato, mas apenas a primeira sendo a correspondente oficial desse nome.
Atualmente, a Uncaria tomentosa tem sido utilizado como adjuvante no tratamento do HIV desde a década de 1990. Além de inúmeros outros trabalhos tanto in vivo como in vitro, inclusive desenvolvidos na Universidade Federal de Santa Maria (UFSM), Universidade Federal Fluminense (UFF), Universidade Federal de Santa Catarina (UFSC) e Universidade Federal de Ciências da Saúde de Porto Alegre (UFCSPA), no Brasil, apontando seus efeitos anti-inflamatórios, imunoestimulantes, anticancerígenos e contra a Herpes. Além disso, no início de 2009 estudos publicados indicaram seu uso terapêutico contra a dengue. Atualmente, existem pesquisas que avaliam seu efeito neuroprotetor, considerando a possibilidade da unha-de-gato ser um candidato em potencial para o tratamento fitoterápico da doença de Alzheimer.

## Aspectos Morfológicos
Suas folhas são simples e opostas, lâmina ovada, elíptica, de consistência cartácea, papirácea ou coriácea, pecíolos curtos ou longos
Possuem par de estípulas interpeciolares, livres na base, deltóide, obovada ou cordada, caducas, seção da ramagem terminal quadrangular.  
Flores bissexuais ou funcionalmente unissexuais, em capítulos densos e globosos, axilares ou terminais de inflorescência do tipo panículas
Fruto com cápsula alargada, sementes aladas, com margem inteira, dentada, ou irregular, embrião craviforme, cotilédone pequneo e tadícula obtusa.
• Sinônimo botânico:  
Nauclea aculeata, Nauclea tomentosa (Wild), Ouroparia tomentosa, Uncaria surinamenesis  
• Nomes vulgares:  
BRASIL: Acre: espera-aí, unha-de-gato; Amapá: jupinda, jupindá; Amazonas: espera-aí, unha-de-gato; BOLÍVIA: bereoquida  
PERU: garabato amarillo, jipotatsa, mischo mentis, paotati mosha, samento, toron tsachk, uma de gato, ungananngui.    
• Características botânicas:  
Liana: lenhosa trepadeira, às vezes arbusto rasteiro, típico em floresta primária ou explorada, ou em florestas secundárias antigas, raramente em florestas novas, requer luz solar moderada, pertence ao grupo ecológico das heliófitas duráveis; pode alcançar até 35 m de comprimento e 12 cm de diâmetro; caule cilíndrico
Ramos terminais: seção quadrada, verde-amareladas ou verde-pálido, folhinhas terminais em forma de lança, densamente pubescentes.  
Folhas: simples, opostas e dísticas; oblongas, oblongo-ovadas ou elíptico abovadas, de 6 a 16 cm de comprimento e 4 a 10 cm de largura; margem inteira e ligeiramente sinuada; ápice agudo raramente acuminado; base redonda ou cordada; consistência membranosa, nervura pedatinérvea oblíqua, nervuras secundárias de 7 a 10 pares; na parte adaxial cor verde pálida ou verde amarelada, pouca ou nenhuma pubescência; na parte abaxial verde-clara, com espinhos densos e abundantes nas nervuras. Pecíolo de 6 a 26 mm de comprimento e 1 a 2 mm de largura, ligeiramente pubescente. Estípulas interpeciolares, caducas ou persistentes, de forma deltoide, de 5 a 10 mm de comprimento e 3 a 8 mm de largura; apresentam um par de espinhos, opostos, curvo-retos e pontiagudos, de consistência lenhosa, com 8 a 10 mm de comprimento e 3 a 6 mm de largura  
Inflorescências: terminais ou axilares, compostas em racimos ou cimas de capítulos globosos, de 6 a 20 cm de comprimento; capítulos com diâmetro de 1,3 a 3 cm; pedúnculo de 1,2 a 3 mm de comprimento e 1 a 2 mm de largura, tomentoso  
Flores: bissexuais e actinomorfas com hipantos tubulares, sésseis. Cálices gamossépalos, tubulares de 0,8 mm a 1,3 mm de comprimento e 0,7 mm a 1,1 mm de diâmetro; com cinco lóbulos em forma de dentes pontiagudos, com pelos vilosos longos nas margens e mais longo na base. Corola gamopétala, com cinco lóbulos redondos, de 6 mm a 12 mm de comprimento e 2,5 mm a 6 mm de largura, cor amarelada, densamente pubescente na parte exterior, parte interior glabra. Androceu com cinco estames adnatos a garganta da corola, alternipétalas, com filetes curtos; anteras oblongas, dorsifixas, com base prolongada e divergente, de 0,8 mm a 1,0 mm de comprimento e 0,3 mm a 0,4 mm de largura. Gineceu com um pistilo de estigma elipsoide de 0,4 mm a 0,6 mm de comprimento, estilo linear, excerto, até 4 mm de comprimento; ovário ínfero, 2 carpelar, 2 locular, sincárpico e placentação axilar (Obregon Vilches, 1997)[
Frutos: secos, deiscentes, tipo cápsula elipsoides de 4 a 8 mm de comprimento e 2,5 a 7 mm de largura; deiscência longitudinal septícida, com cálice persistente e acrescente, com numerosas sementes. Sementes fusiformes com asas membranosas, um extremo linear e o outro bi linear, de 2 a 3 mm de comprimento e 0,4 a 0,6 mm de largura.  
Casca: externa marrom, ou marrom-escura, de aparência fissurada, fissuras longitudinais bem marcadas, ritidoma persistente; casca externa de cor ouro-avermelhada, textura fibrosa-laminar, ligeiramente pulverulenta quando seca. Com o corte do caule, exsuda uma secreção aquosa de consistência fluida e de sabor adstringente (Obregon Vilches, 1997)

## Fenologia
A importância do conhecimento da fenologia permite prever a época de produção de sementes para o abastecimento oportuno do material reprodutivo e para o estabelecimento de áreas de manejo de regeneração natural. A fenologia relaciona as mudanças fisiológicas (floração, frutificação, troca de folhas) que ocorrem na planta durante o ano.
Conforme descrito por Miranda et al. (2001), os períodos de floração e frutificação da Uncaria guianensis ocorrem de fevereiro a maio e de abril a junho, respectivamente (Flores, 1995; Quevedo, 1995). No caso da U. tomentosa, a floração ocorre no mês de setembro e a frutificação em outubro. Tem-se observado que os insetos são os principais agentes polinizadores, apesar de o vento, também, ter influência. Após a polinização, o desenvolvimento dos frutos até o estágio de maturação ocorre entre 6 a 8 semanas. O ciclo de produção de sementes para as duas espécies é anual, ressaltando-se que a unha-de-gato é uma espécie perenifólia (Flores, 1995). A propagação de ambas espécies pode ser feita por sementes ou por meios vegetativos (Revilla, 2001).

## Clima e solo
Essas espécies são próprias de climas úmidos tropicais e subtropicais. Elas necessitam, para seu desenvolvimento, de temperaturas médias anuais de 17,0 ºC a 25,7 ºC e de precipitações médias anuais de 1.200 mm a 4.000 mm, suportando até 6.000 mm (Zavala & Zevallos, 1996; Zevallos et al., 2000), em classes altitudinais de 0 a 1.500 m (Villachica et al., 1998). São espécies que se desenvolvem em solos de origem coluvial ou aluvial de textura franco-arenosa ou franco-argilosa (Shunke, 1998), pH variando de fortemente ácido a ligeiramente alcalino, com abundante matéria orgânica, em áreas de pouca drenagem ou alagadas (Zevallos et al., 2000).
Uncaria guianensis é uma espécie considerada heliófita efêmera e invasora de capoeiras de vegetação arbustiva e com alta capacidade de regeneração natural (Quevedo, 1995). A espécie Uncaria tomentosa é heliófita durável, exclusivamente trepadeira, pela forma dos espinhos (Zavala & Zevallos, 1996).

O crescimento da Unha de gato foi modificado pela intensidade de sombreamento. A altura das plantas e a massa seca das raízes aumentaram linearmente com a intensidade de sombreamento. Sombreamentos entre 55 a 60% proporcionaram melhores crescimentos para as variáveis: diâmetro do coleto, massa seca da parte aérea e massa seca total. Não houve variação na distribuição de massa seca entre a parte aérea e o sistema radicular das plantas em função do sombreamento. Verificou-se que o sombreamento na faixa de 55 a 60% é o mais indicado para o seu crescimento inicial.

## Formas de reprodução

### Reprodução sexuada
As sementes de unha-de-gato requerem um tratamento germinativo. Flores, (1995) conseguiu germinação de 65% a 85%, no período de 10 a 25 dias, quando foi aplicado um tratamento com água e Cupravit (0,1g L-1), à temperatura ambiente. Dentro dessa solução, se introduziu 1 g de sementes por litro; cada grama de semente corresponde de 5.000 a 7.000 sementes. Para o plantio das sementes, recomendam-se bandejas de isopor e substrato composto de areia grossa e terra agrícola na proporção 1:1. Devem-se deixar as plântulas desenvolverem-se durante dois meses (2 a 3 cm de altura), época em que se realiza o desbaste. Após três meses, as plantas estão prontas para o plantio definitivo (Torrejon, 1997).

### Reprodução vegetativa
Para realização de ensaios de propagação de unha-de-gato, recomenda-se o método de propagação via estaquia, em casa de vegetação com ambiente adequado, temperatura do ar até 25 ºC, penetração suficiente de luz, boa drenagem e perda mínima de umidade da estaca que se vai utilizar (Torrejon, 1997).

### Obtenção de estacas
Para a obtenção das estacas, é conveniente observar as condições fenológica e fitossanitária da planta durante o ano. É necessário, também, selecionar a planta e parte da planta de onde se obtêm as estacas, de preferência um ano antes, para trazer o segmento do crescimento e a preparação dos ramos. Geralmente, os ramos de unha-de-gato se desenvolvem mais rápido nos meses de abril e maio (Silva et al., 1998).

##### Tipo de corte e tamanho da escada
O corte da estaca é muito importante para o êxito do enraizamento, evitandose fendas na casca da planta. O comprimento da estaca é de 25 a 35 cm, e é conveniente considerar um mínimo de duas gemas por estaca. Aconselha-se que a estaca seja cortada na forma de bisel (Cuéllar, 1996).

### Cultivo in vitro
Esse processo consiste em cultivar órgãos vegetais ou fragmentos de tecidos em um meio sólido ou líquido que contenha uma solução nutritiva de sais minerais, açúcar, vitaminas e hormônios vegetais. O cultivo se desenvolve em condições assépticas.

## Atividades farmacológicas

### Constituintes químicos deU. tomentosa
Estudos relataram que os constituintes químicos de várias espécies de Uncaria e reconheceram as diversidade de moléculas presentes em diferentes partes da planta. Vale ressaltar que mais de 50 moléculas fitoquímicas já foram identificadas e isoladas de U. tomentosa , algumas delas consideradas novas para aquela espécie. As folhas de U. tomentosa contêm maior teor de alcalóide oxindol do que o presente na casca do caule e ramos. Esse resultado é compatível com estudo previamente descrito por Laus et al, que documentou o acúmulo de especiofilina e uncarina F (os principais alcalóides oxindólicos) em folhas que podem ocorrer como derivados de alcaloides oxindólicos tetracíclicos (TOA) ou alcalóides oxindólicos pentacíclicos (POA). Tanto o TOA quanto o POA são passíveis de isomerização que depende principalmente da polaridade do meio, pH e temperatura. Um dos alcaloides mais reconhecidos na Uncaria é o alcaloide oxindólico mitrafilina, que foi identificado em 20 das 34 espécies

Estrutura química do alcaloide oxindólico mitrafilina.

Um estudo recente sobre a variação química de uma população selvagem de unha-de-gato do Peru relatou a existência de três quimiotipos específicos que produzem diferentes constituintes alcalóides. O quimiotipo I é composto principalmente pelo POA com a interseção do anel D/E, o quimiotipo II consiste principalmente pelo POA com junção trans do anel D/E, enquanto o quimiotipo III consiste principalmente pelo derivado TOA. Uncarine C e uncarine E são dois estereoisômeros POA, enquanto mitrafilina, rincofilina e isorincofilina são TOAs encontrados na unha de gato. Com base nesses resultados, a Farmacopeia dos Estados Unidos revelou que a matéria-prima seca de unha de gato incluía 0,05% ( p/p) do TOA em relação à quantidade de POA, enquanto extrato seco em pó de unha de gato, comprimidos e cápsulas continham até 25% ( p/p ). Unha de gato contém várias composições ativas, incluindo ajmalicine, campesterol, carboxil alquil ésteres, akuammigine, sitosteróis, rutina, ácido clorogênico, speciophylline, catechin, cinchonain, corynoxeine, harman, daucosterol, epicatechin, hirsuteine, corynantheine, hirsutine, loganic acid, mitrafilina, isopteropodina, ácido oleanólico, ácido ursólico, lialosídeo, rincofilina, ácido palmitoleico, glicosídeos do ácido pteropodina quinóvico, procianidinas, estigmasterol, 3,4-desidro-5-carboxistritosidina, ácido vacênico, uncarina A até F e estritosidinas. Além disso, outros relatórios revelaram que vários compostos além dos alcaloides oxindólicos, como rotundifolina e isorotundifoluna, cumarinas, flavonóides, glicosídeos de ácido quinóvico e triterpenos podem ser responsáveis pelos efeitos medicinais da unha de gato.

### Atividades biológicas de extratos e compostos deU. tomentosa

#### Usos Tradicionais
A casca e a raiz de U. tomentosa têm sido tradicionalmente usadas como terapia na América do Sul para muitas condições, como inflamações, câncer, úlceras gástricas, artrite e infecções. Além disso, foi documentado seu uso na purificação do sangue, após o parto como uma lavagem para feridas, a fim de permitir a cicatrização da pele, limpeza dos rins, asma, irregularidade do clico menstrual, hemorragias e febres. Também foi usado para o tratamento de doenças, incluindo abscessos, infecções do trato urinário, contracepção, reumatismo e fraqueza. Além disso, foi utilizado como uma opção de tratamento para transtornos mentais (por exemplo, ansiedade). Alguns povos indígenas da América usavam a água armazenada no caule para saciar a sede e como bebida restauradora.

#### Ação antitumoral
Hoje é conhecido que o extrato liofilizado da casca da U. tomentosa pode ter ação inibitória em células tumorais e linfócitos primários. Seu uso fitoterápico é relacionado com aumento do potencial de regeneração celular de leucócito, além da inibição do fator NF-kB, que é conhecido por regular a síntese de substâncias pró-inflamatórias. Desse estudo pode-se citar o fármaco C-MED-100Ⓡ.

#### Ação anti-inflamatória
Como citado anteriormente, a Uncaria tomentosa é uma das três plantas com potencial anti-inflamatório disponibilizada pelo SUS. Sendo indicada com potencial terapêutico para doenças inflamatórias como Osteoartrite, desde 2012 pelo RENAME. Seu mecanismo de ação anti-inflamatória está relacionado à capacidade de inibir o fator de necrose tumoral-alfa (TNF alfa) e reduzir a produção de prostaglandina 2(PGE2).
Este fitoterápico também apresentou resultados positivos para a redução dos efeitos colaterais dos anti-inflamatórios não esteroidais (AINEs) em órgãos como intestino e estômago. Indicando ser um forte candidato para tratamento de pacientes artríticos.

#### Melhora da Fagocitose
Extratos e alcaloides puros foram testados usando um teste de esfregaço de granulócitos, um modelo de quimioluminescência e um teste de depuração de carbono in vivo para avaliar o efeito estimulante na atividade fagocitária dos granulócitos. A fagocitose foi aumentada por pteropodina, isomitrafilina e isorrincofilina. A estimulação mais forte foi observada com isopteropodina, enquanto a mitrafilina e a rincofilina não tiveram efeito. No teste de depuração de carbono in vivo, a atividade foi observada apenas após a mistura de catequina com alcalóides inativos.

#### Atividade mutagênica e antimutagênica
O teste de Ames (teste de Salmonella) com e sem ativação metabólica foi utilizado para avaliar o potencial mutagênico de extratos de U. tomentosa . A atividade antimutagênica foi estudada na fotomutagênese induzida por 8-metoxipsoraleno e irradiação UV-A em Salmonella typhimurium . Extratos e frações da casca de U. tomentosa não mostraram efeito mutagênico em várias cepas de S. typhimurium , mas sim uma atividade antimutagênica protetora in vitro contra a fotomutagênese. Uma decocção de U. tomentosa ingerida diariamente por 15 dias por um fumante diminuiu a mutagenicidade da urina.

#### Atividade Antineoplásica
Estudos sugeriram o efeito antiproliferativo de U. tomentosa contra várias linhagens celulares de câncer, como carcinoma cervical, osteossarcoma e câncer de mama. Por exemplo, um estudo in vitro relatou que U. tomentosao em extrato de água quente previne as respostas inflamatórias, bem como a proliferação de células tumorais, inibindo a ativação do fator nuclear kappa beta (NF-κB) do regulador transcricional sem interferir na produção de interleucina-2 (IL-2) ou na sinalização do receptor de IL-2. Cheng et al documentaram o efeito antiproliferativo dos extratos de unha de gato contra várias linhagens celulares, incluindo glioma, leucemia pré-mielocítica, câncer de mama MCF7, leucemia linfoblástica aguda e neuroblastoma
Além disso, pacientes que usam Unha de Gato juntamente com terapias tradicionais contra o câncer, como quimioterapia e radiação, relataram menos efeitos adversos a essas terapias. Auxilia na restauração do DNA celular, prevenindo mutações e danos celulares causados por drogas quimioterápicas. Modula a atividade no sistema imunológico, como a proliferação de linfócitos T e B normais, modulando também algumas citocinas, incluindo IL-1 e IL-6, TNF-. Além disso, possui propriedades antioxidantes. Seus efeitos mieloestimulantes diretos, por meio da estimulação da mielopoiese e dos Fatores Estimulantes de Colônias (G-CSF), parecem ser uma opção benéfica para minimizar os riscos associados à neutropenia.

#### Ação imunológica
A Uncaria tomentosa possibilita a estimulação do sistema imunológico, aumentando a resistência a doenças quando o organismo está imunossuprimido por estresse, desnutrição ou efeito de algum medicamento.

#### Atividade antioxidante
As atividades antioxidantes de U. tomentosa têm sido atribuídas à existência de alcaloides, monômeros flavan-3-ol e polifenóis. A avaliação pré-clínica revelou que a unha de gato é eficaz contra processos de estresses oxidativos, envolvendo o peroxinitrito presentes em patologias como artrite e doenças inflamatórias crônicas, juntamente com a inibição da gastrite aguda ou crônica causada por altas doses de anti-inflamatórios não esteróides (AINEs). Verificou-se que o extrato aquoso de U. tomentosa protege contra o estresse oxidativo em eritrócitos humanos e alivia a inflamação intestinal crônica em ratos causada por indometacina. Outro estudo documentou que os ácidos hidroxi-benzóicos, proantocianidinas e ácidos hidroxi-cinâmicos foram responsáveis pela potente eliminação de radicais e atividades anti-inflamatórias da unha de gato. Em um experimento in vitro, a casca de U. tomentosa mostrou alta eficácia antioxidante equivalente a trolox, capacidade de radical livre, atividade de eliminação do radical superóxido e capacidade de captura do radical peroxil. Além disso, protegeu os lipídeos de membrana da peroxidação causada pelo sistema ferro/ascorbato e também foi avaliada pela formação de substâncias reativas ao ácido tiobarbitúrico (TBARs). Outro estudo in vitro revelou que a unha de gato preveniu a expressão gênica induzível do óxido nítrico sintase (iNOS) causada por lipopolissacarídeo, formação de nitrito, morte celular e ativação do NF-kappaB. A Unha de Gato possui efeito citoprotetor devido a sua capacidade de interagir com o oxidante nocivo, podendo atuar na regulação da morte celula.

#### Atividades antimicrobianas, antiprotozoárias e antivirais
Estudos indicam os efeito antimicrobiano dos extratos da casca de U. tomentosa contra várias formas morfológicas de Borrelia burgdorferi e patógenos respiratórios como Enterococcus faecalis, Pseudomonas aeruginosa e Staphylococcus aureus. Esta atividade foi atribuída à presença de proantocianidinas, incluindo dímeros e oligômeros até undecamers. U. tomentosa mostrou notável eficácia antifúngica contra várias espécies não albicans resistentes à anidulafungina, terbinafina e fluconazol. A atividade antiprotozoária foi recentemente documentada por Batiha et al. contra os parasitas Babesia e Theileria e essa eficácia foi atribuída à sua capacidade de digerir microorganismos nocivos. Além disso, foi documentado o tratamento de muitos parasitas, exceto Giardia . Portanto, U. tomentosa pode ser uma boa erva antiprotozoária complementar. A atividade antiviral dos glicosídeos de ácido quinóvico foi demonstrada in vitro contra estomatite vesicular, ácido ribonucléico (RNA), um vírus de RNA de cadeia negativa e rinovírus 1B. Caon et al. avaliaram a atividade anti-herpética in vitro da U. tomentosa hidroetanólicaextrato, bem como as frações purificadas de alcaloides oxindólicos e glicosídeos de ácido quinóvico contra infecções por vírus herpes simplex (HSV), bem como a atividade protetora dessas preparações em danos ao DNA induzidos por UV.

#### Atividade anti-doença de Alzheimer (DA)
U. tomentosa é relatado como um forte eliminador de extrato medicinal de placas Aβ e é considerada uma planta potencial para a terapia da doença de Alzheimer (DA). Essa atividade foi atribuída ao fato de que U. tomentosacontém componentes polifenólicos recentemente identificados, nomeadamente proantocianidinas específicas que possuem efeitos redutores e inibitórios de “placa e emaranhado”. A proantocianidina B2 (epicatequina-4β-8-epicatequina) é um dos principais polifenóis específicos da garra de gato que diminuiu acentuadamente a carga de placas cerebrais e melhorou a memória de curto prazo em camundongos transgênicos “produtores de placa” de proteína precursora Aβ (APP) mais jovens e mais velhos . Além disso, a proantocianidina B2 demonstrou ser um forte inibidor da inflamação cerebral, conforme evidenciado por uma diminuição na astrocitose e gliose em camundongos transgênicos TASD-41.

## Efeitos colaterais e toxicidade
A dose típica e recomendada de U. tomentosa é de um grama administrada duas a três vezes ao dia. Um extrato padronizado atribuído ao quimiotipo específico desta espécie consistindo em menos de 0,5% de alcaloides oxindólicos e 8% a 10% de ésteres carboxílicos alquílicos tem sido usado em doses de 250 a 300 mg em estudos clínicos.
American Herbal Products Association (AHPA) classificou a unha de gato como uma classificação de segurança de classe 4, embora fosse tradicionalmente conhecida por ser segura e não tóxica, indicando a falta de dados científicos para consideração de segurança da erva. Relatórios anteriores observaram vários efeitos adversos após a administração de altas doses de unha de gato, incluindo náusea, insuficiência renal aguda, frequência cardíaca lenta, desconforto estomacal, efeitos hormonais, diarreia, hepatotoxicidade, diminuição dos níveis de progesterona e estrogênio, neuropatia [, ] e aumento risco de sangramento quando administrado com agentes anticoagulantes, como a varfarina, portanto, pode-se recomendar aos pacientes que interrompam a administração de unha de gato antes de cirurgias. Foram observados sinais de reações alérgicas, incluindo inchaço da face, lábios, língua ou garganta, dificuldade para respirar e urticária. Além disso, insuficiência renal aguda foi observada em pacientes com lúpus eritematoso sistêmico após a administração diária de quatro cápsulas de unha de gato.

## Interações medicamentosas

### Medicamentos imunossupressores
Teoricamente, acreditava-se que o POA isolado da unha de gato possui um efeito imunoestimulante, portanto, é contraindicado para uso com drogas imunossupressoras, incluindo ciclosporina, azatioprina, daclizumab, basiliximab, micofenolato, muromonab-CD3, tacrolimus, sirolimus, corticosteróides, prednisona, ou outras drogas quimioterápicas recomendadas para tratamento de doenças autoimunes ou após transplante de órgãos.

### Anticoagulantes
Unha de gato contém TOA que aumenta o risco de sangramento quando administrado com aspirina, medicamentos anticoagulantes como varfarina ou heparina, AINEs como ibuprofeno e naproxeno, medicamentos antiplaquetários como clopidogrel devido à eficácia inibitória da rincofilina na agregação plaquetária, portanto, pode ser recomendado aos pacientes que parem administração de unha de gato antes de cirurgias

### Diuréticos
A Unha de Gato tem efeito diurético, por isso é contra-indicado o uso com outros diuréticos, pois atuam pelo mesmo mecanismo e, assim, aumenta o risco de desequilíbrio eletrolítico. Além disso, pode interagir com medicamentos hormonais, medicamentos para redução do colesterol e medicamentos que afetam os rins.

### Medicamentos anti-hipertensivos
Foi relatado que a hirsutina extraída da unha de gato tem um efeito hipotensor, portanto, não é recomendado para pessoas hipotensas ou que administram medicamentos anti-hipertensivos (por exemplo, proteína caseína, coenzima Q-10 (ubiquinona), óleo de peixe, L-arginina, Lycium, ou urtiga) devido aos efeitos hipotensores da rincofilina e da isorrincofilina, pois pode reduzir a pressão arterial a níveis muito baixos.

### Substratos de citocromo P450
A unha de gato impede a atividade microssomal do CYP 3A4 e, portanto, aumenta os níveis séricos de drogas que são metabolizadas pelo CYP 3A4, como inibidores não nucleosídeos da transcriptase reversa, ciclosporina e alguns benzodiazepínicos e aumenta os efeitos adversos graves dessas drogas. Além disso, a unha de gato pode interagir com drogas alérgicas como fexofenadina, agentes anticancerígenos como paclitaxel, antifúngicos como cetoconazol, drogas antivirais e contraceptivos orais.

## Composição química
A casca da Uncaria tomentosa é muito utilizada na medicina para tratamento de doenças. Quanto a sua composição química contém alcalóides, terpenos e Compostos fenólicos o que culmina para os efeitos terapêuticos como: potencial antioxidante, antiviral, anti-inflamatório, antibacteriano e imunomodulador.
Alcalóides:
Segundo Pavei (2010), o grupo de metabólitos secundários mais importantes presente na Uncaria tomentosa são os alcalóides, que são divididos em tetracíclicos indólicos, pentacíclicos e oxindólicos. Eles formam um grupo de substâncias orgânicas que contém carbono, oxigênio hidrogênio e nitrogênio em sua fórmula molecular. Os alcalóides são compostos contendo nitrogênio de baixo peso molecular encontrados principalmente em plantas. Eles contêm um ou mais átomos de nitrogênio, tipicamente como primário, secundário e isso geralmente confere basicidade.

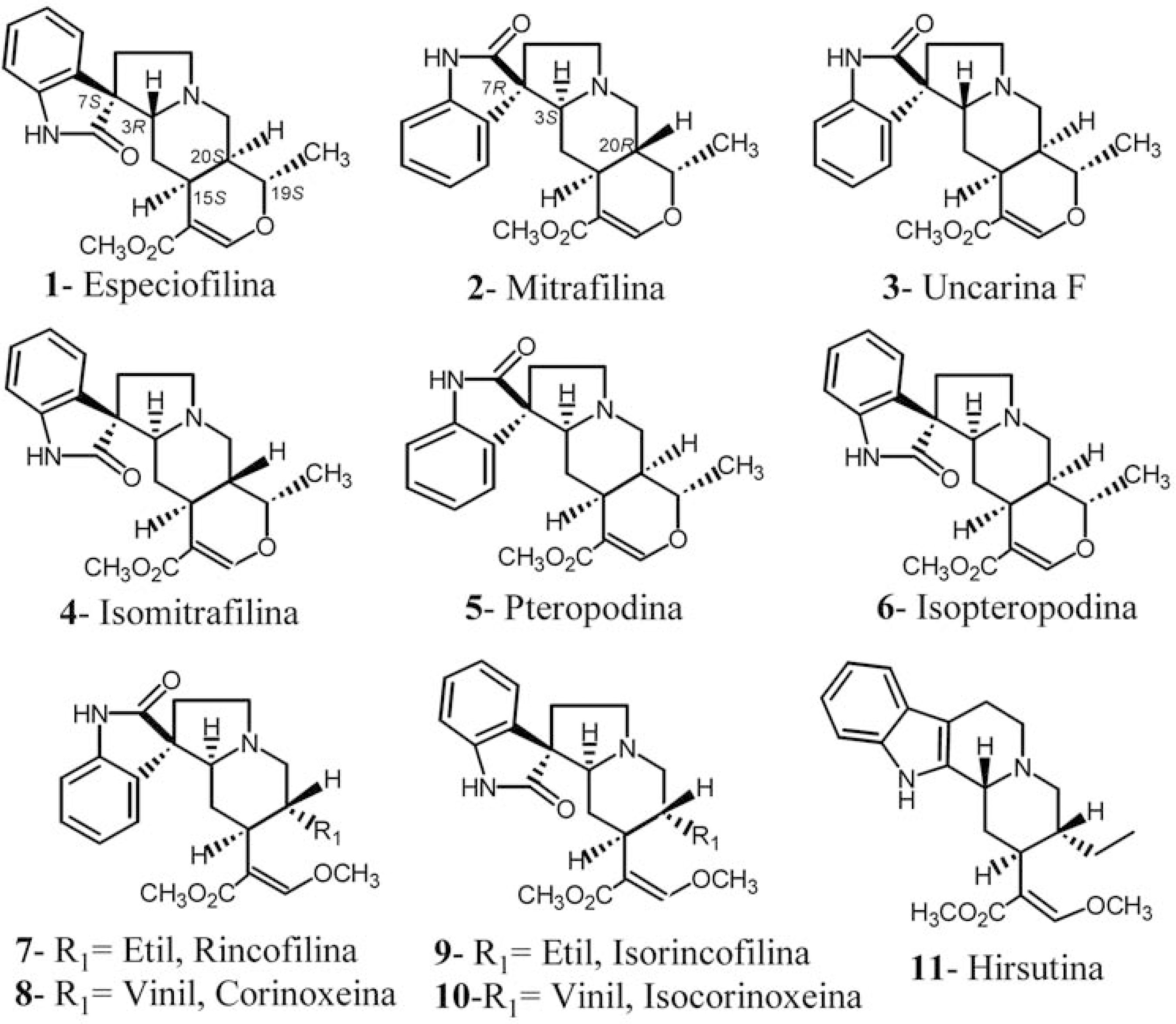
Figura 1: Alcalóides encontrados na espécie Uncaria c

Marques (2008) afirma que a maior parte dos estudos e das preparações comerciais são feitas a partir  dos alcalóides oxindólicos. Porém existem poucos estudos que testam os alcalóides pentacíclicos isolados.Honório et al. (2016) diz que os dois diferentes quimiotipos da U. tomentosa, que possuem alcalóides tetracíclicos e pentacíclicos são antagônicos. Os alcalóides oxindólicos tetracíclicos atuam de forma predominante no sistema nervoso tanto central quanto periférico e estudos mostram que seus efeitos sobre  outros sistemas podem ser antagônicos aos efeitos dos alcalóides pentacíclicos.
Os alcalóides pentacíclicos oxindólicos possuem atividade imunomoduladora e imunoestimulante, o que contribui no combate à AIDS e a anti amiloidose, implicada na doença de Alzheimer (LIMA et al., 2019). Os alcalóides oxindólicos tetracíclicos também têm sido alvo de pesquisas, como a hirsutina, hirsuteina,  corinanteína e dihidrocorinanteína. O alcalóide que tem sido mais pesquisado é a hirsutina, e descobriu-se que ela é um potente antiviral, que tem ação relaxante na musculatura lisa, o que ajuda na redução da pressão arterial, também foram observadas atividades antiespasmódica, antiarrítmica, anticonvulsivante,protetora da mucosa gastrointestinal e analgésica. Os outros alcalóides indólicos tetracíclicos demonstraram possuir propriedades semelhantes (MARQUES, 2008),>
A teoria mais aceita é que os alcalóides oxindólicos são sintetizados a partir do alcalóide indólico estereoquimicamente correspondente à aquamigina. A Uncaria tomentosa possui também pequenas quantidades de alcalóides indólicos pentacíclicos: tetrahidro alstonina e isoajmalicina. Em folhas jovens foram encontradas concentrações mais elevadas, nas quais o alcalóide principal é a uncarina F. Em doses mais baixas também ocorrem pteropodina (uncarina C), especiofilina e isopteropodina (uncarina E). Nas folhas maduras a especiofilina é o alcaloide predominante. A mitrafilina ocorre em algumas das folhas mais envelhecidas, e a isomitrafina na casca do caule (FARIAS et al., 2011).>
Terpenos:
Marques (2008) diz que os terpenos são substâncias que ocorrem na natureza e podem ser produzidas por diversas plantas e animais. Estes compostos possuem diversas propriedades biológicas, incluindo efeitos tão variados como atividades quimioprotetoras, antimicrobianas, antifúngicas, antivirais, anti-hiperglicêmicas, anti-inflamatórias e antiparasitárias. São produtos naturais, com esqueletos de carbono, são derivados do isopreno, contendo oxigênio em vários grupos funcionais, ligações duplas e, geralmente possuem um ou mais anéis.
>A Uncaria tomentosa contém principalmente triterpenos derivados do ácido ursólico, ou oleanólico ou quinóvico, este último normalmente encontrado na forma glicosilada. Estes compostos estão presentes principalmente nas cascas do caule e da raiz. A partir das cascas da Uncaria tomentosa já foram isolados onze glicosídeos do ácido quinóvico, três triterpenos polihidroxilados, ácido úrico, o ácido 3_,6_,19-trihidroxi23-oxo-Urs-12-en-28-óico e ácido fluorídrico.
Compostos fenólicos:

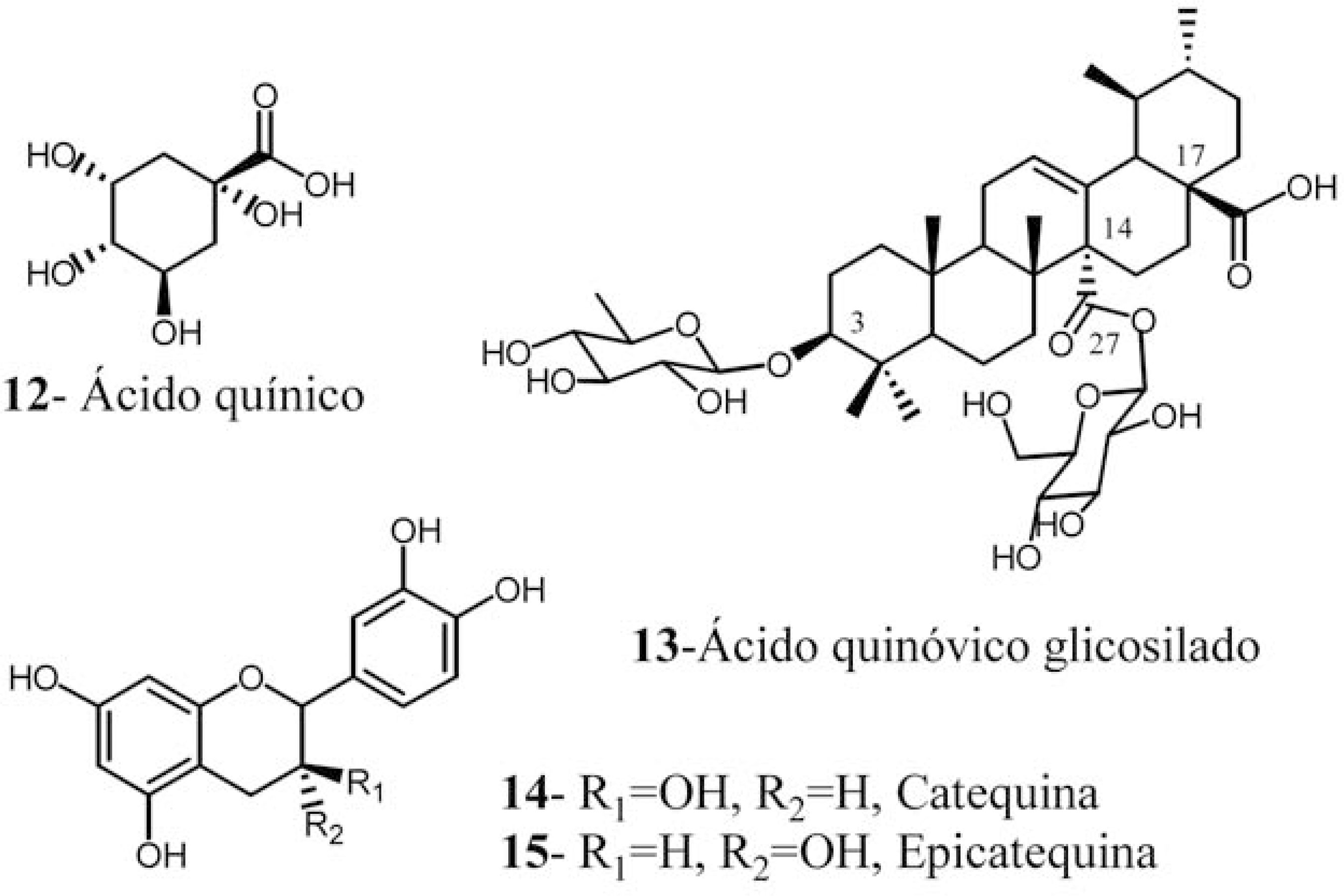
Figura 2: Terpenos encontrados na espécie Uncaria tomentosa.

A presença dos compostos fenólicos está diretamente ligada a algumas funcionalidades apresentadas pelo extrato da planta. Essa correlação direta entre compostos fenólicos e funcionalidades em extratos vegetais foi observada por Santos et al. (2020) no qual constatou direta correlação entre compostos fenólicos e a capacidade de inibição da lipoperoxidação em meio biológico. Bolzan et al. (2020) determinaram o teor de compostos fenólicos em unha de gato e obtiveram um valor médio de 36,49 g de ácido gálico equivalente a cada 100 g de amostra seca. A amostra do estudo relatado foi casca de Unha de gato. Mesmo não sendo a classe majoritária presente em U. tomentosa a composição fenólica apresentada é importante para algumas funcionalidades como atividade antioxidante além da possibilidade de agir sinergicamente com outras classes de substâncias presentes no vegetal (MENDES, 2014; SANTOS et al., 2020) A casca da U. tomentosa possui cerca de 12% de procianidinas, (substâncias pertencentes a classe dos compostos fenólicos) já seu extrato seco pode conter até 48%. Um estudo mostrou que a supressão das proantocianidinas leva a perda de suas propriedades antioxidantes, o que mostra que esses compostos possuem uma relação direta com a atividade antioxidante da unha de gato (MENDES, 2014).

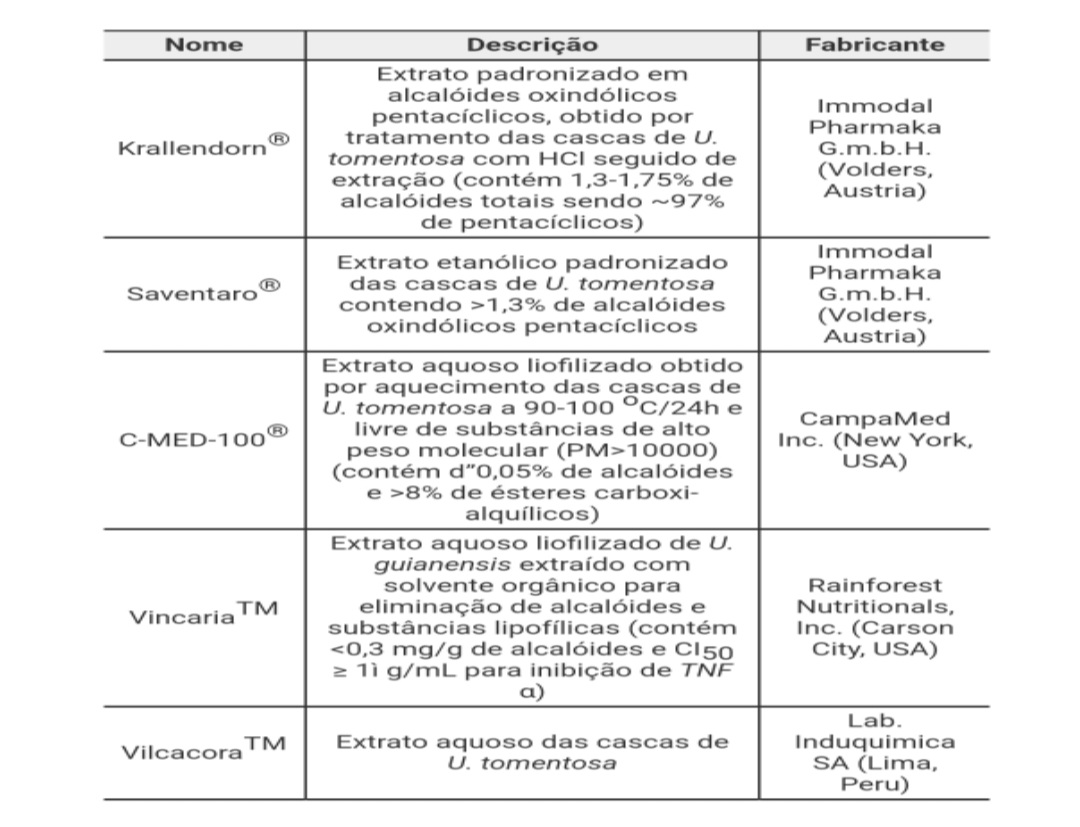
Quadro: Extratos patenteados à base de unha-de-gato

## Futuro tratamento de candidíase oral utilizandoUncaria tomentosa
Tem aplicação no tratamento de diversas patologias, entre elas a candidose. Este trabalho avalia clínico e laboratorialmente a ação do gel da Uncaria tomentosa em pacientes portadores de candidíase na cavidade oral. Foram selecionados 20 pacientes que apresentaram clínico e laboratorialmente infecção pelo Candida. Os mesmos foram divididos em 2 grupos. O grupo teste (Uncaria tomentosa/Imuno-Max Gel), composto por 10 pacientes, foi orientado a utilizar o gel da Uncaria tomentosa, sobre as lesões na cavidade oral, 3x ao dia por um período de 14 dias. O grupo-controle (Miconazol/Daktarin Gel) utilizou a medicação da mesma forma prescrita para o grupo-teste. Após o período de tratamento, os pacientes retornaram para nova avaliação clínica e laboratorial. A Uncaria tomentosa mostrou ser um fitofármaco promissor na odontologia, apresentando vantagem sobre o miconazol de não ter provocado reações adversas nos pacientes, uma vez que, 40% dos pacientes do grupo-controle, apresentaram reações indesejáveis.

## Ação anticancerígena daUncaria tomentosa(Unha de gato) e possível tratamento de câncer de próstata.
O estudo bibliográfico demonstra princípios ativos que exercem atividade biológica para o câncer de próstata. Mas a principal concentração dos estudos reporta a ação anticancerígena da Uncaria tomentosa relacionada aos alcalóides, que exerce função através do bloqueio da fase mitótica no estágio de metáfase e que por sua vez, induz a apoptose. Presentes nos estudos que são discutidos nos experimentos in vitro e in vivo em camundongos. Todavia, ainda não há estudos que comprovem a eficácia em humanos. Sendo uma necessidade a partir de ensaios clínicos. Bem como estudos que reportem o conteúdo total dos constituintes fitoquímicos e avaliação de suas atividades biológicas em células cancerígenas.